# ピーター・ノーヴィグ

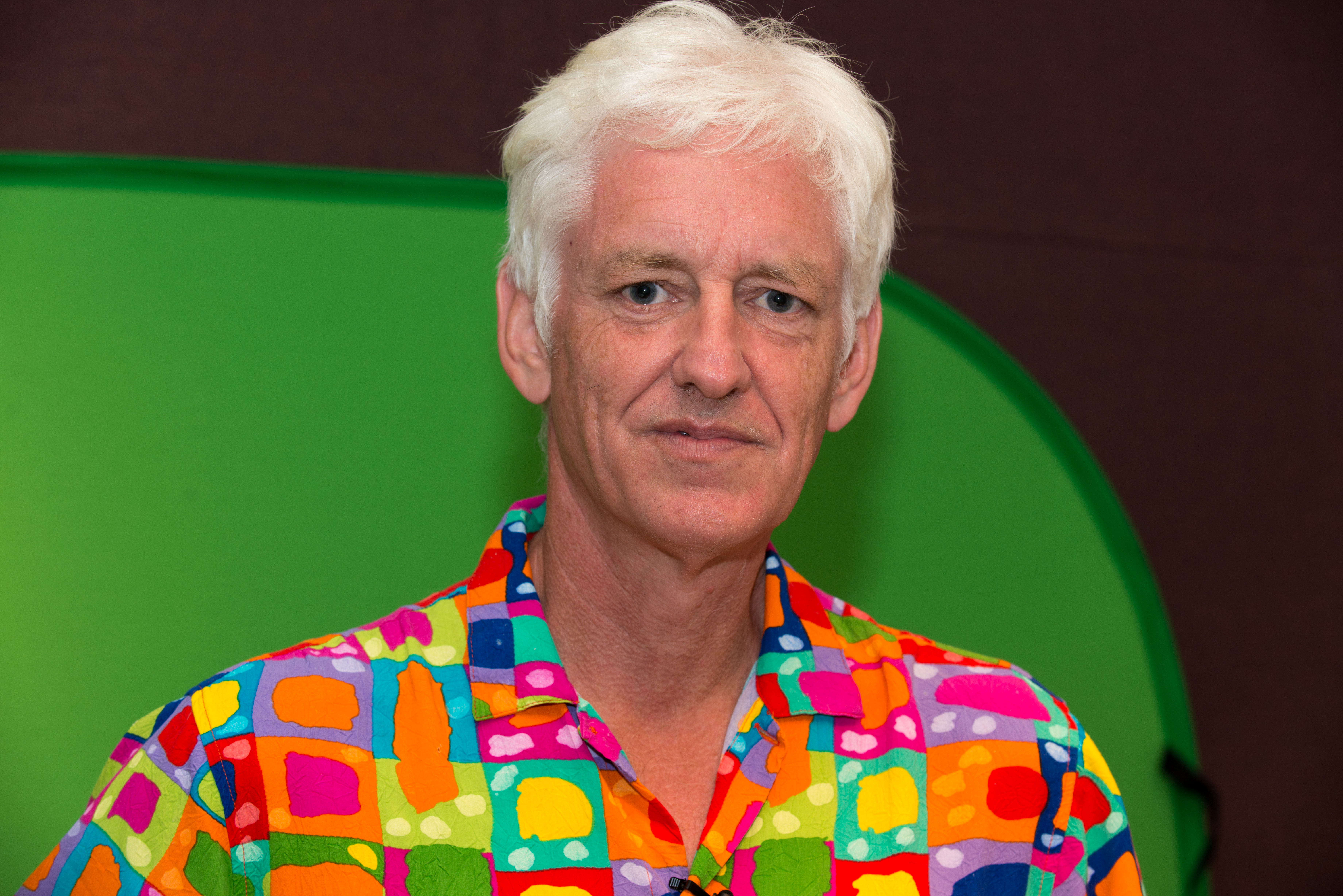
Peter Norvig (2013)

ピーター・ノーヴィグ(Peter Norvig、1956年5月12日 - )はアメリカ合衆国の計算機科学者。ACMおよびAAAIのフェロー、Google研究本部長(Director of Research)を務めている。専門は人工知能および自然言語処理。エルデシュ数は4。

## 経歴
1978年、ブラウン大学にて応用数学の学士号を取得。1980年よりカリフォルニア大学バークレー校大学院にて計算機科学を学び、1985年、ロバート・ウィレンスキーによる指導のもと、自然言語処理に関する論文で博士号を取得。その後、南カリフォルニア大学助教授（1985年-1986年）、カリフォルニア大学バークレー校研究員（1986年-1991年）、サン・マイクロシステムズ上級研究員（1991年-1994年）を務めた。
1998年から2001年にかけてはNASAエイムズ研究センターにて計算科学部長を務め、ディープ・スペース1号に搭載された自律制御システムを設計。このシステムは1999年度のNASA年間最優秀ソフトウェア賞を受賞し、アメリカ人工知能学会会長演説では「人工知能の歴史における最良の成果の一つ」と評された。2001年以降はGoogleの研究部門に在籍し、機械学習研究部長（2001年-2002年）、検索品質管理部長（2002年-2005年）を経て、2005年以降は研究本部長を務めている。
ノーヴィグはまた、優れた教科書執筆者としても知られており、Artificial Intelligence: A Modern Approach（スチュアート・ラッセルとの共著）およびParadigms of Artificial Intelligence Programming: Case Studies in Common Lispは、それぞれ人工知能とCommon Lispにおける古典ともいうべき地位を占めている。

## 主要著作
- Peter Norvig, A Unified Theory of Inference for Text Understanding, Ph.D. dissertation, University of California, Berkeley, 1986.
- Peter Norvig and George Lakoff, "Taking: A study in lexical network theory," Proceedings of the 13th Meeting of the Berkeley Linguistics Society, 1987, pp. 195-205.
- Peter Norvig, "Marker passing as a weak method for text inferencing," Cognitive Science, Vol. 13, No. 4, 1989, pp. 569-620.
- Peter Norvig, "Techniques for automatic memoization with applications to context-free parsing," Computational Linguistics, Vol. 17 No. 1, 1991, pp. 91-98.
- Peter Norvig, Paradigms of Artificial Intelligence Programming: Case Studies in Common Lisp, Morgan Kaufman, 1992 (ISBN 1558601910).
- Martin Kay, Mark Gawron and Peter Norvig, Verbmobil: A Translation System for Face-to-Face Dialog, CSLI Press, 1994 (ISBN 0937073954).
- Stuart J. Russell and Peter Norvig, Artificial Intelligence: A Modern Approach, Prentice Hall, 1995 (ISBN 0133601242). 2nd ed., 2002 (ISBN 0130803022). 3rd ed., 2009 (ISBN 0136042597). 4th ed., 2020 (ISBN 0134610997, ISBN 1292401133). 日本語訳：スチュアート・ラッセル、ピーター・ノーヴィグ（著）、古川康一（監訳）、『エージェントアプローチ 人工知能』、共立出版、1997年 (ISBN 4320028783)。第2版、2008年 (ISBN 4320122151)。